# Figli di Eber
I figli di Eber o Bnei Ever (in ebraico בני-עבר‎?) è, a seconda dei casi, sinonimo di semiti, ebrei o israeliti. Più spesso viene usato nella seconda accezione, ma nei circoli ortodossi si riferisce ai popoli nati da Abramo.
Dopo Eber, la Bibbia descrive otto generazioni.
I primi figli di Eber furono Joktan e Peleg, e l'autore sacro aggiunge che "vissero quando la terra fu divisa" (Gen 10,25), usualmente considerato il disastro della torre di Babele.
La seconda generazione comprende i tredici figli di Joktan, Almodad, Sheleph, Hazarmaveth, Jerah, Hadoram, Uzal, Diklah, Obal, Abimael, Sheba, Havilah, Jobab e Ofir, mentre di Peleg viene ricordato solo Reu.
Serug è il rappresentante della terza generazione, e generò Nahor. Suo nipote fu Terach, padre di Abramo.
Terach è il primo a sentire la parola di JHWH e, presi i suoi figli Abramo e Nacor, partì da Ur per andare in Canaan. Alcuni considerano sia un atto di sottomissione all'Egitto: i Mittanni di Parshatatar (Paršatar l'urrita, che alcuni pensano sia Tera stesso) persero infatti la battaglia di Megiddo. Un terzo figlio di Terah fu Harran, che morì prima della dipartita del resto della famiglia, lasciando molti figli, tra cui Lot.
La settima generazione vede, come figli di Nacor Buz, Chesed, Hazo, Pildash, Jidlaph, Bethuel (padre di Labano) e Kemuel. Harran generò, come già detto, Loth. Abramo generò Ismaele, Isacco, Zimran, Jokshan, Medan, Midian, Ishbak e Shuah.
L'ottava generazione vede finalmente il comporsi delle compagini storicamente note: Kemuel genera Aram, padre degli Aramei, citati alle volte come Nahoriti; i figli di Lot furono i Moabiti e gli Ammoniti; Isacco generò gli Edomiti, attraverso suo figlio Edom, e gli Israeliti da suo figlio Giacobbe; Ismaele generò gli Arabi, divisi anch'essi in dodici tribù, Nebaioth, Kedar, Adbeel, Mibsam, Mishma, Dumah, Massa, Hadad, Tema, Jetur, Naphish, e Kedemah; Midian, figlio di Abramo, generò i Medianiti, attraverso Ephah, Hanoch, Abida, Eldaah e Epher.
Le dodici tribù israelitiche non chiamano loro stesse "ebrei", mentre son così definite dai popoli viciniori.
Le relazioni parentali sono comunque abbastanza forti: oltre alla discendenza da un avo comune, si annoverano anche matrimoni misti, come accade a Isacco, che sposa la figlia di Betuel il Nacorita, e a Giacobbe, che sposa la figlia di Labano figlio di Betuel.
A complicare il quadro etnico-parentale, si trova tuttavia il versetto 10,21 della Genesi, che pone, come padre spirituale di tutti i figli di Eber, Sem, potendo quindi suggerire il superamento dell'equazione figli di Eber = popolo eletto (Israeliti), venendo cioè a includere tutti i semiti.